# Чишма (Нурлатский район)
Чишма — поселок в Нурлатском районе Татарстана. Входит в состав Ахметовского сельского поселения.

## География
Находится в южной части Татарстана на расстоянии менее 1 км на юго-западпо прямой от районного центра города Нурлат.

## История
Основан в 1921 году.

## Население
Постоянных жителей было в 1926—243, в 1949—316, в 1958—309, в 1970—424, в 1979—334, в 1989—238, в 2002 году 320 (татары 96 %), в 2010 году 275.